# Quincy Hall
Quincy Hall (* 31. Juli 1998 in Kansas City, Missouri) ist ein US-amerikanischer Sprinter und Hürdenläufer, der sich auf die 400-Meter-Distanz spezialisiert hat. Mit der US-amerikanischen 4-mal-400-Meter-Staffel wurde er 2023 Weltmeister und 2024 wurde er in Paris Olympiasieger über 400 Meter.

## Sportliche Laufbahn
Quincy Hall wuchs in Missouri auf und besuchte dann ein College in Kalifornien. 2017 sammelte er erste internationale Erfahrungen, als er bei den U20-Panamerikameisterschaften in Trujillo in 49,02 s die Goldmedaille im 400-Meter-Hürdenlauf gewann. Im Jahr darauf begann er ein Studium an der University of South Carolina und 2019 wurde er NCAA-Collegemeister über 400 Meter Hürden. Zudem siegte er im selben Jahr in 49,77 s bei den U23-NACAC-Meisterschaften in Santiago de Querétaro. 2022 siegte er mit der US-amerikanischen 4-mal-400-Meter-Staffel in 3:01,79 min gemeinsam mit Ismail Turner, Khallifah Rosser und Bryce Deadmon bei den NACAC-Meisterschaften in Freeport und sicherte sich in der Mixed-Staffel in 3:12,05 min gemeinsam mit Jaide Stepter Baynes, Ismail Turner und Kaylin Whitney ebenfalls die Goldmedaille. Im Jahr darauf startete er im 400-Meter-Lauf bei den Weltmeisterschaften in Budapest und gewann dort in 44,37 s im Finale die Bronzemedaille hinter dem Jamaikaner Antonio Watson und Matthew Hudson-Smith aus dem Vereinigten Königreich. Zudem siegte er mit der 4-mal-400-Meter-Staffel in 3:57,41 min gemeinsam mit Vernon Norwood, Justin Robinson und Rai Benjamin. Anschließend wurde er bei der Xiamen Diamond League in 44,38 s Zweiter, wie auch beim Prefontaine Classic in 44,44 s. 2024 siegte er in 43,80 s beim Herculis, ehe er bei den Olympischen Sommerspielen in Paris mit neuer Bestleistung von 43,40 s im Finale.

## Persönliche Bestzeiten
- 400 Meter: 43,40 s, 7. August 2024 in Paris
  - 400 Meter (Halle): 45,25 s, 9. März 2019 in Birmingham
- 400 m Hürden: 48,10 s, 28. Mai 2022 in Eugene